# Sapromyza edwardsi
Sapromyza edwardsi är en tvåvingeart som beskrevs av Malloch 1933. Sapromyza edwardsi ingår i släktet Sapromyza och familjen lövflugor. Inga underarter finns listade i Catalogue of Life.